# Homaloidion pinacopterum
Homaloidion pinacopterum is een keversoort uit de familie boktorren (Cerambycidae). De wetenschappelijke naam van de soort is voor het eerst geldig gepubliceerd in 1968 door Martins.